# Tramea transmarina
Tramea transmarina – gatunek ważki z rodziny ważkowatych (Libellulidae). Występuje w Azji Południowo-Wschodniej, Japonii, na Tajwanie, w północno-wschodniej Australii i Oceanii; odnotowano też po jednym stwierdzeniu w Hongkongu i na wyspie Hajnan (południowo-wschodnie Chiny).